# Motsentshe
Motsentshe è un villaggio del Botswana situato nel distretto Meridionale, sottodistretto di Barolong. Il villaggio, secondo il censimento del 2011, conta 400 abitanti.